# Надь, Ольга Ивановна
Ольга Ивановна Надь — советская и российская футболистка. Мастер спорта по футболу (1993).

## Карьера
Первым футбольным клубом был раменский «Текстильщик», вместе с которым 27 августа 1987 завоевала  свой первый трофей: первое место на Первом всесоюзном турнире на призы еженедельника «Собеседник» (в 4 матчах забила 3 гола, в том числе первый гол турнира). На втором турнире «Собеседника» в 1988 году — вместе с командой стала бронзовым призёром. Через год команда взяла бронзовые медали Первого чемпионата СССР. Первый чемпионат России начала в клубе «Интеррос» с которым завоевала золотые медали и кубок страны — «золотой дубль»! Клуб пришлось покинуть в связи с банкротством. С новым клубом, воронежской «Энергией», снова был завоёван кубок России, а в финале один из победных голов был забит Ольгой Надь. Но в связи с наличием в Воронеже двух полноценных составов приняла решение провести сезон 1994 года в красноярской «Сибирячке». С 1995 года выступала в клубе «Калужанка».

## Достижения
| командные - Чемпионат СССР по футболу среди женщин - Бронзовый призёр (1): 1990 - Чемпионат России по футболу среди женщин - Чемпионка России (1): 1992 - Кубок России по футболу среди женщин - Обладатель Кубка (2): 1992 и 1993 | личные - по итогам сезона 1993 года входила в список «33 лучших футболистки страны» |

## Командная статистика
| Выступление      | Выступление      | Выступление      | Лига | Лига | Кубок | Кубок | Итого | Итого |
| Клуб             | Лига             | Сезон            | Игры | Голы | Игры  | Голы  | Игры  | Голы  |
| ---------------- | ---------------- | ---------------- | ---- | ---- | ----- | ----- | ----- | ----- |
| Текстильщик      | высшая           | 1989             | 0    | 0    | —     | —     | 0     | 0     |
| Текстильщик      | высшая           | 1990             | 0    | 0    | —     | —     | 0     | 0     |
| Текстильщик      | Итого            | Итого            | 0    | 0    | 0     | 0     | 0     | 0     |
| Интеррос         | первая           | 1991             | 0    | 0    | 0     | 0     | 0     | 0     |
| Интеррос         | высшая           | 1992             | 3    | 3    | 1     | 0     | 4     | 3     |
| Интеррос         | Итого            | Итого            | 3    | 3    | 1     | 0     | 4     | 3     |
| Энергия          | высшая           | 1993             | 1    | 1    | 2     | 1     | 3     | 2     |
| Энергия          | Итого            | Итого            | 1    | 1    | 2     | 1     | 3     | 2     |
| Сибирячка        | высшая           | 1994             | 14   | 1    | 0     | 0     | 14    | 1     |
| Сибирячка        | Итого            | Итого            | 14   | 1    | 0     | 0     | 14    | 1     |
| Калужанка        | высшая           | 1995             | 21   | 1    | 3     | 0     | 24    | 1     |
| Калужанка        | высшая           | 1996             | 1    | 0    | 0     | 0     | 1     | 0     |
| Калужанка        | Итого            | Итого            | 22   | 1    | 3     | 0     | 25    | 1     |
| Всего за карьеру | Всего за карьеру | Всего за карьеру | 40   | 6    | 6     | 1     | 46    | 7     |

| № | Дата       | Соперник | Матч | Счет | Сыграно минут | Забито голов |
| - | ---------- | -------- | ---- | ---- | ------------- | ------------ |
| 1 | 25.07.1991 | Китай    | ТМ   | 3:1  | 90'           | 55′          |